# English Standard Version
De English Standard Version (ESV) is een Engelse vertaling van de Bijbel. De vertaling werd voor het eerst gepubliceerd in 2001 door Crossway. De ESV is gebaseerd op de tekst van de Revised Standard Version (RSV) uit 1971.
De ESV hanteert een "wezenlijk letterlijke" vertaalfilosofie, rekening houdend met de verschillen in grammatica, syntaxis en idioom tussen het huidige literaire Engels en de originele tekst.
De ESV is geen geheel nieuwe vertaling, maar een herziening van de Revised Standard Version (RSV), die weer een herziening is van de King James-bijbelvertaling. De ESV is niet alleen een modernisering van de RSV, maar ook een herziening. Het vertaalteam heeft namelijk niet alleen het taalgebruik van de RSV gemoderniseerd, maar tevens passages aangepast waar men invloed bespeurde van Schriftkritische theorieën.
Als theologisch redacteur was onder anderen James Packer betrokken bij het tot stand komen van de vertaling.